# نصب الأميرة ديانا التذكاري
نصب الأميرة ديانا التذكاري هي أول نصب تذكاري مكرس لديانا ، أميرة ويلز في النمسا. يقع في حديقة عامة في قصر شونبرون في فيينا.
يقف إوالد فورتنجر ، الصحفي الإذاعي النمساوي في هيئة الإذاعة النمساوية وراء النصب التذكاري الممول من القطاع الخاص. تمثال من الرخام الأبيض للأميرة السابقة يفتخر بتفانيه في «ملكة القلوب». ساندت صديقة ديانا المقربة روزا مونكتون المشروع التذكاري. في عام 2014 ، تم تقديم التكريم لأول مرة في قصر كنسينغتون في لندن. تم إنشاء تمثال نصفي أبيض ولوحة تذكارية من قبل النحات فيينا فولفغانغ كارنتش. تم تمويل النصب التذكاري من خلال تبرعات خاصة.  من خلال ذلك كان لدى الناس إمكانية نقش أسمائهم عليها.